# كهنويه درز
كهنويه درز (بالفارسية: كهنويه درز) (بالإنجليزية: Kahnuiyeh Darz)‏، قرية في قسم درزوسابيان الريفي، الناحية المركزية، مقاطعة لارستان، محافظة فارس، إيران. يبلغ عدد سكانها حسب إحصاء عام 2006 ميلادية 36 نسمة في 8 عائلات.